# Права ЛГБТ в Боливии
Лесбиянки, геи, бисексуалы и трансгендеры (ЛГБТ) в Боливии могут столкнуться с юридическими проблемами, с которыми не сталкиваются жители страны, не относящиеся к ЛГБТ. В Боливии разрешены как мужские, так и женские однополые сексуальные отношения. Конституция Боливии запрещает дискриминацию по признаку сексуальной ориентации и гендерной идентичности, что делает Боливию одной из немногих стран в мире, имеющих такую конституционную защиту для ЛГБТ. В 2016 году Боливия приняла всеобъемлющий закон о гендерной идентичности, который считается одним из самых прогрессивных законов, касающихся трансгендерных людей в мире. После решения Межамериканского суда по правам человека в январе 2018 года, признавшего однополые браки правом в соответствии с Американской конвенцией о правах человека и создавшего обязательный прецедент для боливийских судов, а также в ожидании решения Многонационального конституционного суда, 9 декабря 2020 года Служба регистрации актов гражданского состояния (англ. SERECI) объявила о своем намерении выдавать сертификаты гражданского союза («свободного союза»), предоставляющие однополым парам все юридические права, преимущества и обязанности брака. Однако в мае 2021 года офис SERECI в Ла-Пасе отказался регистрировать отношения лесбийской пары.
Тем не менее, сообщения о дискриминации ЛГБТ нередки. В 2017 году боливийский омбудсмен сообщил, что в 2016 году в стране были убиты 64 представителя ЛГБТ, из которых только 14 случаев были расследованы, и ни по одному из них не был вынесен приговор.

## История
До испанской колонизации на территории современной Боливии проживали различные коренные народы. Среди них были народ кечуа (включая инков), народ аймара, народ гуарани, чикитано, моксо и другие. Гомосексуальность и однополые отношения были зафиксированы среди этих групп населения с разной степенью принятия.
Народы моксо, чикитано, гуарани и чиригуанос относились к гомосексуальности нейтрально. Народ аймара считал гомосексуалов сверхъестественными существами и шаманами, способными к магии. Однако это прошлое принятие и открытость не так присутствует в современности. Обращение в христианство, которое традиционно считало гомосексуальность греховной, привело к созданию атмосферы гомофобии и преследования ЛГБТ. Это особенно характерно для аймара, в народной культуре которых гомосексуальность рассматривается как синоним неверности или несчастья. Традиционное восприятие инками гомосексуальности, особенно мужской, до сих пор остается неясным и является предметом постоянных споров. Тем не менее, похоже, что гомосексуальность была допустимым «актом поклонения» в религиозных ритуалах, а также существовали традиции переодетых жрецов (известных как квариварми), которые проводили религиозные ритуалы. Лесбиянки (известные как хольошта), похоже, высоко ценились инками. После испанского завоевания содомия, как гетеросексуальная, так и гомосексуальная, стала наказываться сожжением на костре.

## Законность однополых сексуальных отношений
Однополые сексуальные отношения являются законными с 1832 года.
Возраст сексуального согласия в Боливии установлен в 14 лет согласно статье 308b (известной как «Изнасилование младенцев, девочек, мальчиков и подростков» (исп. Violación Infantes, Niña, Niño y Adolescentes)) Уголовного кодекса, которая называет уголовным преступлением изнасилование детей младше 14 лет «даже без применения силы или запугивания и при наличии согласия».

## Признание однополых отношений
Статья 63 Конституции Боливии ограничивает брак парами противоположного пола. В июле 2010 года, после легализации однополых браков в Аргентине, вице-президент Альваро Гарсия Линера заявил, что правительство не планирует легализовать однополые браки.
В апреле 2012 года член оппозиционной коалиции «Национальная конвергенция» внес в Многонациональную законодательную ассамблею законопроект о легализации однополых гражданских союзов. Однако законопроект заглох и не был одобрен. В последующие годы было внесено несколько подобных предложений, но все они заглохли из-за оппозиции со стороны католической церкви и нескольких членов правящей партии «Движение за социализм».
9 января 2018 года Межамериканский суд по правам человека постановил, что страны, подписавшие Американскую конвенцию по правам человека, одной из которых является Боливия, обязаны разрешить однополым парам вступать в брак.  После этого решения однополая пара, Давид Арукипа Перес и Гидо Монтаньо Дуран, в октябре 2018 года обратились в офис Службы записи актов гражданского состояния (англ. SERECI) в Ла-Пасе, желая оформить свои 9-летние отношения как свободный союз, которому предоставляются те же права, что и браку. SERECI отказал, но 9 декабря 2020 года, после судебного решения в пользу пары, вынесенного Второй конституционной палатой Департаментского суда Ла-Паса 3 июля 2020 года, он изменил свою позицию. Он издал «Постановление 003/2020», предписывающее зарегистрировать свободный союз Арукипы Переса и Монтаньо Дурана. Пара окончательно зарегистрировала свой союз 18 декабря 2020 года. Это решение создает прецедент для других однополых пар, которые могут получить признание в Боливии. ЛГБТ-группы назвали это решение «историческим».
Однако в мае 2021 года офис SERECI в Ла-Пасе отказался регистрировать отношения лесбийской пары. Адвокат, представляющий интересы пары, утверждал, что этот отказ противоречит собственному постановлению Службы, принятому в декабре 2020 года.

## Усыновление и воспитание детей
Неизвестно, разрешено ли однополым парам усыновлять детей в Боливии. Пары не могут совместно усыновлять детей, если только пара не состоит в законном браке или свободном союзе. Поскольку свободные союзы между однополыми парами стали возможны с декабря 2020 года, вполне вероятно, что однополым парам в таких союзах также разрешено усыновлять детей; однако в настоящее время нет документально подтвержденных случаев такого развития событий или подтверждения того, что это право распространяется на однополые пары.
Одинокие люди, независимо от их сексуальной ориентации, могут усыновлять детей, согласно статье 84 Кодекса о детях и подростках.

## Защита от дискриминации
Статья 14(II) Конституции Боливии, введенная в действие в феврале 2009 года, запрещает и наказывает дискриминацию по признаку сексуальной ориентации и гендерной идентичности.

### Антидискриминационное законодательство
Закон против расизма и всех форм дискриминации (исп. Ley Contra el Racismo y Toda Forma de Discriminación) определяет дискриминацию как "«любую форму различия, исключения, ограничения или предпочтения на основании пола, цвета кожи, возраста, сексуальной ориентации и гендерной идентичности, происхождения, культуры, национальности, гражданства, языка, религии, идеологии, политической или философской принадлежности, семейного положения, экономического, социального положения или состояния здоровья, профессии, уровня образования, инвалидности и/или физических недостатков, интеллектуальных или сенсорных нарушений, беременности, происхождения, внешности, одежды, фамилии или других, которые имеют целью или следствием аннулирование или умаление признания, пользования или осуществления на равных правах прав человека и основных свобод, признанных Конституцией и международным правом». В законе также даны определения гомофобии и трансфобии.
Закон внес поправки в статью 281 Уголовного кодекса, предусматривающие уголовную ответственность за дискриминацию по признаку сексуальной ориентации или гендерной идентичности. Он также запрещает «распространение и подстрекательство к расизму и дискриминации», заявляя, что любой, кто «любыми средствами распространяет идеи, основанные на расовом превосходстве или ненависти, или пропагандирует или оправдывает расизм или любой вид дискриминации на основаниях, описанных выше, или подстрекает к насилию или преследованию людей на основе расистских или дискриминационных мотивов, будет лишен свободы на срок от одного года до пяти лет».
Несмотря на эти меры защиты, сообщения о дискриминации ЛГБТ в обществе не являются редкостью.

### Закон о преступлениях на почве ненависти
С 2010 года статья 40 Уголовного кодекса отягчает наказание за преступления, мотивированные любым из дискриминационных признаков, включенных в статью 281, в том числе сексуальной ориентацией и гендерной идентичностью. В мае 2016 года группа по защите прав ЛГБТ Colectivo de Lesbianas, Gays, Bisexuales y personas Transgénero представила Многонациональной законодательной ассамблее проект закона против преступлений на почве ненависти, основанных на сексуальной ориентации или гендерной идентичности, который предусматривает наказание в виде 30 лет лишения свободы.

## Права трансгендеров
25 ноября 2015 года был предложен закон, который позволил бы трансгендерам менять свое юридическое имя и пол. 19 мая 2016 года Палата депутатов приняла Закон о гендерной идентичности (исп. Ley de Identidad de Género). Через день Палата сенаторов приняла его простым большинством голосов. 21 мая 2016 года закон подписал вице-президент Альваро Гарсия Линера, и он вступил в силу 1 августа 2016 года. В октябре 2016 года Конгресс Боливии обсуждал вопрос о его отмене.
Закон позволяет лицам старше 18 лет легально изменить свое имя, пол и фотографию на юридических документах. Необходимо пройти психологический тест, подтверждающий, что человек знает и добровольно принимает изменение личности, но операция по смене пола не требуется. Процесс является конфиденциальным и должен быть проведен в службе записи актов гражданского состояния. Обработка новой документации займет 15 дней. Смена имени и пола будет обратима один раз, после чего эти данные нельзя будет изменить снова.
Однако вновь присвоенный пол не признается для целей заключения брака. В июне 2017 года Верховный избирательный трибунал предписал Службе записи актов гражданского состояния признавать вновь присвоенный пол трансгендеров в их просьбах о заключении брака. В ноябре 2017 года Верховный суд Боливии признал это предписание недействительным, признав его неконституционным и заявив, что измененный по закону пол не может быть признан для целей заключения брака. В мае 2018 года ЛГБТ-группы подали апелляцию в Межамериканский суд по правам человека.

## Военная служба
В 2013 году Вооруженные силы Боливии объявили, что ЛГБТ-гражданам будет разрешено открыто служить с 2015 года. Боливия также разрешает трансгендерам открыто служить в армии. Несмотря на это, гомосексуальность в армии по-прежнему рассматривается как табу, и ЛГБТ-люди могут захотеть сохранить сдержанность в отношении своей сексуальной ориентации или гендерной идентичности.

## Донорство крови
С 10 июля 2019 года Верховный указ 24547 от 1997 года (исп. Decreto Supremo Nº 24547) разрешил мужчинам, имеющим секс с мужчинами, сдавать кровь.
Ранее указ запрещал гомосексуальным и бисексуальным мужчинам сдавать кровь, называя их «группой повышенного риска». В июне 2016 года омбудсмен попросил правительство внести изменения в указ, заявив, что Закон против расизма и всех форм дискриминации запрещает дискриминацию по признаку сексуальной ориентации.

## Общественное мнение
Опрос общественного мнения, проведенный Pew Research Center в 2013 году, показал, что 43% боливийцев считают, что гомосексуализм должен быть принят обществом, а 49% - что нет. Более молодые люди были более благосклонны: 53% людей в возрасте от 18 до 29 лет считали, что это должно быть принято, 43% людей в возрасте от 30 до 49 лет и 27% людей старше 50 лет.
В мае 2015 года PlanetRomeo, социальная сеть ЛГБТ, опубликовала первый индекс счастья геев (GHI). Геям из более чем 120 стран был задан вопрос о том, как они относятся к взглядам общества на гомосексуальность, как они воспринимают отношение к ним со стороны других людей и насколько они удовлетворены своей жизнью. Боливия заняла 48-е место с показателем GHI 47.
Согласно опросу, проведенному ILGA в 2017 году, 60% боливийцев согласились с тем, что геи, лесбиянки и бисексуалы должны пользоваться теми же правами, что и гетеросексуалы, а 17% не согласились. Кроме того, 64% согласились с тем, что они должны быть защищены от дискриминации на рабочем месте. Однако 26% боливийцев заявили, что люди, состоящие в однополых отношениях, должны обвиняться как преступники, в то время как большинство - 45% - с этим не согласились. Что касается трансгендеров, 64% согласились с тем, что они должны иметь одинаковые права, 63% считают, что они должны быть защищены от дискриминации в сфере занятости, а 53% полагают, что им должно быть позволено изменить свой юридический пол.
Барометр Америк 2017 года показал, что 35% боливийцев поддерживают однополые браки.

## Итоговая таблица
| Однополые сексуальные отношения разрешены                                                                        | (С 1832)                                                                                     |
| Равный возраст согласия                                                                                          | (С 1832)                                                                                     |
| Антидискриминационные законы в сфере занятости                                                                   | (С 2009)                                                                                     |
| Антидискриминационные законы при предоставлении товаров и услуг                                                  | (С 2009)                                                                                     |
| Антидискриминационные законы во всех других областях (включая косвенную дискриминацию, язык ненависти)           | (С 2009)                                                                                     |
| Законы о преступлениях на почве ненависти, охватывающие как сексуальную ориентацию, так и гендерную идентичность | (С 2010)                                                                                     |
| Однополые браки                                                                                                  | (Конституционный запрет на однополые браки с 2009 года)                                      |
| Признание однополых пар (например, гражданские союзы)                                                            | (Один однополый гражданский союз признан 9 декабря 2020 года, парам с тех пор было отказано) |
| Усыновление приемных детей однополыми парами                                                                     |                                                                                              |
| Совместное усыновление однополыми парами                                                                         |                                                                                              |
| ЛГБТ-людям разрешено служить в армии                                                                             | (С 2015)                                                                                     |
| Право на изменение юридического пола                                                                             | (С 2016)                                                                                     |
| Доступ к ЭКО для лесбийских пар                                                                                  | No                                                                                           |
| Конверсионная терапия запрещена для несовершеннолетних                                                           | No                                                                                           |
| Коммерческое суррогатное материнство для пар геев-мужчин                                                         |                                                                                              |
| Мужчинам, практикующим секс с мужчинами, разрешено сдавать кровь                                                 | (С 2019)                                                                                     |